# ホワイト・ドッグ
『ホワイト・ドッグ』（White Dog）は、1982年に製作されたサミュエル・フラー監督のサスペンス映画である。

## 概要
本作は、人種差別にメスを入れたサスペンス映画である。かつて実際に黒人だけを襲う犬が存在しただけに、リアルな恐怖を感じさせられる。ロマン・ガリーの原作『白い犬』を元に本作の脚本が手掛けられた。2020年現在、日本国内でのソフト販売としては、『ホワイト・ドッグ　魔犬』としてDVDが入手できる。

## あらすじ
新人女優のジュリー（クリスティ・マクニコル）はある日、帰宅途中に白いシェパード犬を車で轢いてしまう。急いで病院へ連れていき、犬の命にも別状はなかった。けがの手当てをしてやり、犬を自宅に連れ帰るジュリー。ある日、仕事現場に犬を連れていくと、牙をむいてジュリーの共演相手の黒人女優に襲いかかる。日ごろおとなしそうに見えるその犬は、実は黒人だけを襲うことを教えられた攻撃犬“ホワイト・ドッグ”だった。そのことを知ったジュリーは、早速犬を調教場を持つカラザス（バール・アイヴス）の元へ連れていく。そこで働く調教師のキーズ（ポール・ウィンフィールド）は、そのシェパードは人種差別主義者の元で攻撃犬にされたことを知ると、その調教を買って出た。かつてホワイト・ドッグの調教を試みたことがあるキーズだったが、一度も成功したことはなかった。今度こそはと、犬を正常に戻すべく矯正を始めるのだが…。

## スタッフ・キャスト

### キャスト
- ジュリー・ソウヤー：クリスティ・マクニコル Kristy McNichol
- キーズ：ポール・ウィンフィールド Paul Winfield
- カラザス：バール・アイヴス Burl Ives
- ローランド・グレイ：ジェイムソン・パーカー Jameson Parker
- チャーリー・フェルトン：サミュエル・フラー Samuel Fuller
- カメラマン：ポール・バーテル Paul Bartel
- 調教師：ディック・ミラー Dick Miller

### スタッフ
- 監督：サミュエル・フラー
- 原作：ロマン・ガリー　『白い犬』より
- 脚本：サミュエル・フラー、カーティス・ハンソン
- 音楽：エンニオ・モリコーネ
- 製作：ジョン・デイヴィソン
- 製作総指揮：エドガー・J・シェリック、ニック・ヴァノフ
- 撮影：ブルース・サーティース
- 編集：バーナード・グリブル